# 1968年メキシコシティーオリンピックのオーストラリア選手団
1968年メキシコシティーオリンピックのオーストラリア選手団（1968ねんメキシコシティーオリンピックのオーストラリアせんしゅだん）は、1968年10月12日から10月27日にかけてメキシコの首都メキシコシティーで開催された1968年メキシコシティーオリンピックのオーストラリア選手団、およびその競技結果。

## 概要
今大会は金メダル5個、銀メダル7個、銅メダル5個の合計17個のメダルを獲得した。

## メダル
| メダル | 選手名                                                                                | 競技 | 種目                     |
| ------ | ------------------------------------------------------------------------------------- | ---- | ------------------------ |
| 金     | ラルフ・ドーベル                                                                      | 陸上 | 男子800m                 |
| 金     | モーリン・ケアード                                                                    | 陸上 | 女子80mハードル          |
| 金     | マイク・ウェンデン                                                                    | 競泳 | 男子100m自由形           |
| 金     | マイク・ウェンデン                                                                    | 競泳 | 男子200m自由形           |
| 金     | リン・マックレメンツ                                                                  | 競泳 | 女子100mバタフライ       |
| 銀     | ピーター・ノーマン                                                                    | 陸上 | 男子200m                 |
| 銀     | レリーン・ボイル                                                                      | 陸上 | 女子200m                 |
| 銀     | パム・キルボーン                                                                      | 陸上 | 女子80mハードル          |
| 銀     | リン・ワトソン ジュディー・プレイフェア リン・マックレメンツ ジャネト・スタインベック | 競泳 | 女子4×100mメドレーリレー |
| 銅     | ジェニファー・ラミー                                                                  | 陸上 | 女子200m                 |
| 銅     | グレッグ・ブロフ                                                                      | 競泳 | 男子1500m自由形          |
| 銅     | カレン・モラス                                                                        | 競泳 | 女子400m自由形           |